# 990 v.Chr.
Het jaar 990 v.Chr. is een jaartal volgens de christelijke jaartelling.

## Gebeurtenissen

### Egypte
- Smendes II draagt het priester/koningschap over aan Pinodjem II (990 - 976 v.Chr.) met de regeringszetel in Thebe.

## Overleden
- Smendes II, hogepriester/farao van Opper-Egypte